# Giuseppe Razzetti
Giuseppe Razzetti (Mantova, 1801 – 31 dicembre 1888) è stato un pittore italiano.

## Biografia
Dopo aver studiato presso l'Imperial Regio Liceo di Mantova, inizia ad occuparsi di pittura, in particolare di pale d'altare e ritratti. Tra le prime opere, un'opera conservata nella Chiesa dei Santi Gervasio e Protasio: la Vocazione di San Luigi Gonzaga.
Nel 1836 Razzetti lavora alacremente con Giovanni Girolamo Orti Manara, erudito veronese, realizzando le illustrazioni relative agli scavi archeologici che il Manara stava effettuando presso il castello di Marzana, nella pieve di Negrar, a Marano di Valpolicella e a San Pietro in Cariano. Molti di questi disegni sono oggi conservati presso la biblioteca civica di Verona. Nel 1839 Razzetti realizza un affresco per crocifisso ligneo trecentesco, mentre, di circa cinque anni più tardi lavora ad un bel ritratto della marchesa Teresa Arrigoni, sposa di un Cavriani.

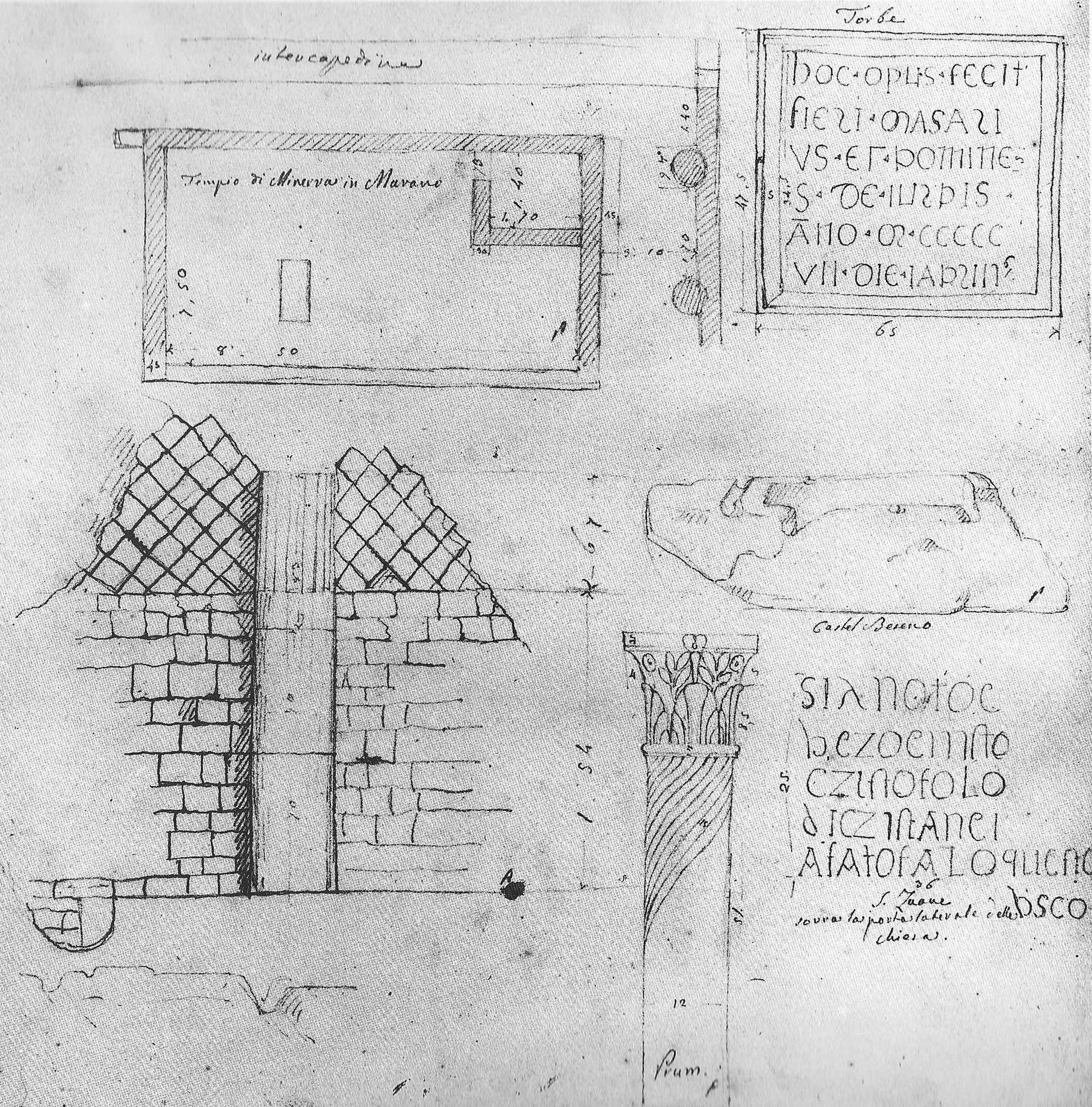
Pianta del tempio di Minerva realizzata da Razzetti in occasione degli scavi sul monte Castelon a Marano di Valpolicella da parte di Giovanni Girolamo Orti Manara.

Ma è a partire dagli anni 1850 che la sua carriera vive una fase di grande successo. In particolare, possiamo ricordare la realizzazione di un Martirio di san Lorenzo (conservato nel Museo diocesano Francesco Gonzaga), un Martirio dei ss. Crispino e Crespiniano (collezione privata), una pala di Santa Eurosia per la chiesa di San Tommaso a Levata in cui vi sono chiare ispirazioni a Raffaello Sanzio, l'enorme pala per la chiesa di San Tomio di Verona, una Resurrezione di Lazzaro un grande affresco per la navata della basilica di Sant'Andrea a Mantova.
Nel 1852 Razzetti torna a lavorare per i Cavriani, dipingendo il Ritratto di suor Maria Luigia Antonia Cavriani (collezione privata), a cui seguiranno numerosi altri ritratti degli appartenenti alla nobile famiglia. Il successo come ritrattista presso l'alta aristocrazia mantovana continua con i dipinti di Luigi Strozzi (collezione privata) e di Virginia Chigi, moglie di Galeazzo Guidi di Bagno (Museo di Palazzo d'Arco).
Nel 1877 torna ad affrescare la navata centrale della basilica di Sant'Andrea a Mantova, la sua ultima opera pubblica.